# 4271 Novosibirsk
A 4271 Novosibirsk (ideiglenes jelöléssel 1976 GQ6) a Naprendszer kisbolygóövében található aszteroida. Nyikolaj Sztyepanovics Csernih fedezte fel 1976. április 3-án.